# Мобинг
Мобинг, узнемиравање, шиканирање на послу (енгл. mobbing изведеница од глагола енгл. to mob, што значи „простачки напасти”, „насрнути”) јест специфични облик понашања и патолошка (непријатељска и неетичка) комуникација на радном месту, када једна особа или група особа психички (морално) злоставља и понижава другу особу, са циљем угрожавања њеног угледа, части, људског достојанства и интегритета, све до њеног уклањања са радног места. Жртва мобинга може постати свака запослена особа, без обзира на пол, године живота, друштвени статус, расу, спољашњи изглед, степен образовања или радно место. Злостављана особа (у мобингу) је беспомоћна, најчешће у немогућности да се одбрани. О мобингу говоримо као динамичком поступку, који се састоји од различитих типова понашања који се развијају током времена, најмање једном недељно, током најмање шест месеци. Мобинг је широко распрострањена појава у свету, чије се последице одражавају на појединца, друштвено окружење, радну средину, и зато захтева мултидисциплинарни приступ са психолошког, медицинског, социолошког и правног аспекта, у циљу његовог благовременог препознавања, спречавања, информисања и образовања.

## Етимологија
Током вишегодишњег истраживања мобинга, постојало је неслагање у научној заједници како да се ова појава назове. Поред термина „хоризонтално насиље“, „психичко малтретирање“ или „психичко терорисање“, углавном су се употребљавали и изрази „булинг“ и „мобинг“ и то у зависности од тога која је установа стајала иза научника који је ту тему обрађивао.
Назив мобинг је настао од енглеског глагола 'to mob', што значи „насрнути у маси“, бучно навалити на некога, односно од именице „mob“, која значи руља, гомила, багра, маса, олош, а скован је према истраживањима Конрада Лоренца, који је описао понашање неких животиња које се удруже против једног члана, нападају га и истерују из заједнице, а понекад га доводе и до смрти.
У енглеском говорном подручју често се користи и израз „булинг“ (bullying) који се односи углавном на слично насиље у школи.
На крају, због чињенице да и „мобинг“ и „булинг“ представљају два врло различита облика деструктивног понашања, треба их и употребљавати у различитим контекстима. „Булинг“ означава разорно понашање деце у школи строго окарактерисано физичким насиљем, а „мобинг“ је облик суптилнијег психичког насиља код одраслих на радном месту. Овакав став је у задње време прихваћен у научној заједници која се бави овим појавама.

## Историјат
Мобинг као облик шиканирање и психотерор највероватније је постојао више векова кроз историју људског привређивања, али ову појаву је први уочио, формулисао и дијагностиковао осамдесетих година 20. века шведски психотерапеут немачког порекла проф. др Хајнц Лојман. Реч мобинг Лојман је преузео из етиологије Конрада Лоренца који је овим називом описао понашање неких врста животиња. У коме група мањих јединки организовано напада и истерује из заједнице, а понекад доводи и до смрти, већу јединку.
Лојман је на почетку свог истраживања, сталног непријатељског понашања код деце у школама (током шездесетих година), у којој је утврдио шта све деца могу да ураде једно другом у школи између часова, позајмљујући Лоренцову терминологију назвао ово веома разорно понашање мале групе деце против најчешће једног детета мобингом.
Двадесет година касније почетком осамдесетих година 20. века он је исту врсту понашања уочио код запослених на њиховом радном месту. Лојман је током истраживања овог облика понашања на радном месту утврдио његове особине, последице по здравље и основао клинику за пружање помоћи жртвама мобинга. Он је открио да се чак сваки четврти радник током свог радног века бар једном нађе у улози објекта овог вида шиканирања.
Од тога времена Лојман је постао водећи светски стручњак за мобинг, јер је развио делотворне методе за спречавање мобинга и рехабилитацију његових жртава. Он је написао и енциклопедију мобинга у којој је између осталог упозорио светску јавност на мобинг, као вид угрожавања основних људских права, који може бити вишеструко штетан не само по жртву већ и по запослене у заједници. Према речима доктора Лејмана;
...било да се ради о пакосним примедбама, шпијунирању, клеветању или чак и претњама и мучењу, циљ сваког мобинга је да угрози интегритет неке особе, односно њен професионални, друштвени, али и приватни живот...

## Епидемиологија мобинга
Примери мобинга:
Ширење злонамерних гласина, оговарања или података који нису истинити
Искључење или друштвена изолација особе
Застрашивање, физичко злостављање или претња злостављањем
Потцењивање или намерно омаловажавање онога што особа ради, збијање шала које су увредљиве
Безразложно избегавање давања одговорних послова
Стално мењање упутстава за рад и постављање рокова које је немогуће остварити
Додељивање посла и обавеза које једна особа није у стању да обави (како би се створио додатни притисак и осећај неспособности)
Сакривање информација или намерно давање лажних информација
Викање или употреба простих речи, стално и упорно критиковање, потцењивање ставова и мишљења, незаслужено кажњавање
Мешање у приватност особе досађивањем, надзирањем или праћењем
На основу најопсежнијег истраживања мобинга спроведеног у једној великој студији у Шведској, на око 2.400 запослених, који су представљали узорак читаве шведске запослене популације, добијени су следећи епидемиолошки подаци;
Учесталост
Епидемиолошка статистика је открила да искуства 3,5% испитаника одговарају дефиницији мобинга, што је значило да су 154.000 мушкараца и жена од 4,4 милиона запослених у Шведској жртве мобинга. Епидемиолошка статистика заснована на овом истраживању открила је учесталост раста мобинга од 120.000 запослених годишње код нових потенцијалних жртава. Просечно време мобирања је је било шест месеци, а најдуже откривено време је било 15 месеци.
 При претпоставци да је просечно време проведено на тржишту рада 30 година, појединачни ризик од мобирања је 25%, тј. сваки четврти запослени ризикује да буде мобиран барем шест месеци током своје каријере.
Полне разлике
Мушкарци (у 45%) и жене (у 55%) случајева су мобирани, што говори о релативно малој разлици између полова. Такође је истраживање показало да је 76% мобираних мушкараца било мобирано од стране мушкараца, а само 3% је било нападнуто од стране жена, 21% је било предмет мобирања од стране оба пола. Са друге стране, 40% мобираних жена је мобирано од стране жена, 30% од мушкараца и 30% од оба пола.
Животна доб
Мобинг је био најзаступљенији у старосним групама 21-30 и 31-40 година, поредећи их са старосним групама од 41-50, 51-60 и преко 61 године. Ове разлике нису биле значајне. Не постоји ни значај у половима.
Број мобера
Отприлике једна трећина мобираних је нападнуто од само једне особе. Нешто више од 40% је било жртва напада двојице до четворице мобера. А ретко је читав тим малтретирао једну особу.
Професије
Резултати нису толико значајни због чињенице да узорак од 2.400 особа није био довољно велик за проучавање подгрупа професија. Ипак, постоје назнаке, које показују да су неке струке заступљеније; нпр 14,1% (6,5% - сразмерно за читаву радну популацију) мобираних је запослено у школама, универзитетима и другим просветним установама.
У другој студији спроведеној 1999. у Енглеској, на 1.100 запослених добијени су следећи подаци;
- 421 (38%) запослених навело је једну или више врста шиканирања (мобинга) у претходној години.
- 460 (42%) били су сведоци малтретирања других.
- Највећи број мобинга, највероватније је дошао од стране менаџера.
- Особље које су доживело мобинг (шиканирање) испољило је; значајно нижи ниво задовољства послом (10,5%), виши ниво незадовољства послом након изазваног стреса (22,5%), депресију (8%), анксиозност (30%), а намеру да напусти посао (8,5%).
- Подршка на послу може бити у стању да заштити људе од неких штетних ефеката малтретирања, показало је ово истраживање.

## Облици мобинга
Према истраживањима, 55% мобинга је вертикални, а 45% хоризонтални мобинг'.

### Вертикални мобинг
Настаје када претпостављени злоставља једног подређеног радника, или једног по једног док не уништи целу групу (зато се још назива и босинг (енгл. "bossing")) или када једна група радника (подређених) злоставља претпостављеног (што се догађа у око 5% случајева).

### Хоризонтални мобинг
Најчешће је присутан као појава шиканирања између радника на једнаком положају у хијерархијској организацији. Осећај угрожености једног или групе радника, љубомора и завист могу да подстакну жељу да се уклони неки сарадник из заједнице (доскорашњи пријатељ) поготову ако постоји услов да његово уклањање води напретку у каријери. Често жртва ове врсте мобинга може бити радник који се истиче по квалитету и привржености послу и радним задацима, већој плати и бројним наградама и похвалама. Хоризонтални мобинг је и кад читава група радника због унутрашњих проблема, напетости и љубоморе, изабере једног радника, жртву, на којој желе докажу да су снажнији и способнији.

## Значај мобинга
Мобинг је широко распрострањена појава, најчешће проучавана на радним местима, а последице се одражавају на друштвено окружење, радну средину и појединца, па се проблем разматра са медицинског, социолошког, правног и психијатријско-форензичког аспекта, с циљем да се упозори на значајност проблема, да се научи препознавати, јер се мобинг може спречити првенствено групним информисањем, образовањем и конкретним активностима, нпр. тренингом комуникацијских вештина, заштитним законодавством и организацијском политиком и праксом која примењује правилнике о раду који не трпе злостављање.
Стална и дуготрајна изложеност мобингу значајно угрожава здравствено стање жртве. Здравствене сметње и симптоми који могу настати у мобингу деле се у три групе: промене на психичкој и емоционалној сфери, промене на телесно-здравственом плану и промене у понашању
Здравствене сметње и симптоми као последица мобинга
| Здравствене сметње                       | Симптоми |
| ---------------------------------------- | --- |
| Промене у психичкој и емоционалној сфери | • Депресија • Стрепња • Кризе плача • Осећај деперсонализације • Напад панике • Друштвена изолација • Емоционална отупљеност                                      |
| Промене на телесно-здравственом нивоу    | • Главобоља • Поремећај спавања • Вртоглавица • Проблем са варењем • Хипертензија • Хипергликемија • Срчани проблеми • Кожне промене                              |
| Промене у понашању                       | • Агресивност (хетеро или аутоагресија) • Пасивизација • Повећано уношење алкохола • Повећано коришћење цигарета • Повећано уношење лекова • Сексуални поремећаји |

Посттрауматски стресни поремећај; је назив дијагнозе која се у медицинској пракси користи за означавање психосоматских болести код особа изложених мобингу. Овај термин је признат од стране светске здравствене организације.